# 星のカービィ スターアライズ
『星のカービィ スターアライズ』（ほしのカービィ スターアライズ、英：Kirby Star Allies）は、ハル研究所が開発し、任天堂より2018年3月16日に発売されたNintendo Switch用ゲームソフト。

## 概要
星のカービィシリーズ初のNintendo Switch用ソフトであり、星のカービィの本編シリーズとしては『ロボボプラネット』以来2年ぶり、本編作品の据え置き機用ゲームとしては『Wii』以来7年ぶり、HDハードの星のカービィとしては『スーパーレインボー』から2作目である。
本作では『Wii』以来である本編での4人同時プレイが復活しているほか、『スーパーデラックス/ウルトラスーパーデラックス』以来であるヘルパーが復活している。なお、本作でのヘルパーは「フレンズハート」の力を得たカービィがコピー能力を持った敵キャラクターにハートを当てることで仲間にするという形式となっており、仲間になった敵は本作では「フレンズヘルパー」と呼ばれる。また、自身のコピー能力とヘルパーの能力を合体させ発動する新能力「フレンズ能力」が登場する。
また本作では、過去作の主要キャラクターが様々な形で登場する他、一部は「ドリームフレンズ」という特殊なヘルパーとして仲間になる（発売後も無料アップデートにより追加）。
このように本作は過去のシリーズ作品の要素が形を変えて取り入れられており、星のカービィシリーズの本編の集大成ともいえる作品となっている。

## ストーリー
ある日、宇宙の彼方で怪しげな儀式が行われ、世界中に無数の光が放たれた。その光のうち、闇の心「ジャマハート」が降り注いだことによってプププランドに異変が起きる。もう一方の光である「フレンズハート」は昼寝をしていたカービィの元に飛来する。目覚めたカービィはワドルディ達が国中の食べ物を奪っていくのを目撃し、フレンズヘルパーとともに暗雲に包まれたデデデ城を目指す旅に出る。

## 登場キャラクター
カービィ
声 - 大本眞基子
本作の主人公。宇宙からジャマハートから降ってくる中昼寝をしていたところ、運良くフレンズハートによって敵をフレンズヘルパーにすることができる力を宿す。ジャマハートによって異変が起きたプププランドの真相を突き止めるためフレンズヘルパーとともに旅立つ。

### フレンズヘルパー
ブレイドナイト（ソード）
ワドルドゥ（ビーム）
サーキブル（カッター）
バーニンレオ（ファイア）
ポピーブロスJr.（ボム）
ブルームハッター（クリーン）
チリー（アイス）
ロッキー（ストーン）
ウェスター（ウィップ）
ギム（ヨーヨー）
パラソルワドルディ（パラソル）
コンセ（プラズマ）
コモ（スパイダー）
ナックルジョー（ファイター）
バイオスパーク（ニンジャ）
ビートリー（ビートル）
バードン（ウィング）
ネスパー（エスパー）
プルアンナ（ウォーター）
ジャハルビート（スティック）
ビビッティア（アーティスト）
バグジー（スープレックス）
コックカワサキ（コック）
ボンカース（ハンマー）

### ドリームフレンズ
冒険を進めると出現する「ドリームしんでん」にある「ドリームロッド」を取ることで、ルーレットにより呼び出せる仲間キャラクター。発売後も無料アップデートで続々追加。デデデ大王とメタナイトは撃破直後にフレンズハートをぶつけることでもその場で仲間にできる。
発売から始めに登場する以下の3体はポータルサイトでも紹介されているシリーズ代表キャラとなっており、2018年11月30日の無料アップデートで新技が追加された。
※は本作で初めてプレイアブル化したキャラクター。
バンダナワドルディ
シリーズ皆勤賞のワドルディを代表して登場。ドリームしんでんが出現したときからドリームフレンズとして同行可能になる。能力はスピア（本作ではカービィは使用不可）。
デデデ大王
声 - 熊崎信也
初代『星のカービィ』の最終ボスでカービィをライバル視しているプププランドの大王。ボスのデデデ大王撃破後は正気を取り戻し、ドリームフレンズとして同行可能になる。ハンマーの能力に加え今作ではお馴染みのヘッドスライディングを使用可能。また、無料アップデート第3弾でスーパーデデデジャンプも使用可能になる。ハンマーに属性をつけてもらうことができる。今作ではCGモデルが2016年に発売されたamiiboを基準にした物に変更されている。
メタナイト
『夢の泉の物語』で初登場。カービィのライバルで凄腕の剣士。ボスのメタナイトを倒すと正気を取り戻し、ドリームフレンズとして同行可能になる。能力はソード。属性をつけてもらうこともできる。ウィングと同じ技も使える。

#### 無料アップデート第1弾
2018年3月28日の無料アップデートにて追加。
リック&カイン&クー
『星のカービィ2』で初登場、プレイアブルキャラクターとしては『3』以来の登場。リックは陸、クーは空、カインは水中での移動が得意（陸上では今までと違いその場でただ跳ねているだけだが攻撃でき、水の属性もある。またそれ以外なら普通にその場で立っている）。能力はリックのバーニング&ストーン、カインのアイス、クーのパラソル&カッター。それぞれ炎、水/氷、風の属性などを1キャラ分に保有しており、ロープ切断や杭打ちなども含め非常に広範囲のギミックに対応できる。ガードすると袋詰めにされた姿になり、削りダメージを無効化する。
マルク※
『スーパーデラックス』のラストボス。地上ではボムのような操作が可能なボール、空中ではラスボス戦を再現した「きらめきのはね」を生やして飛行する。マルク自身に属性付与ができ、属性によって一部の技が様々に変化するが、全てのアクションが原作でも使っていた攻撃パターンである。中にはブラックホール（空中タメ攻撃）やマルク砲（せーのでドン！）などの大技もいくつか使用することが出来る。なお、ボイスとして当時のボス戦で使われたSEが割り当てられている。
グーイ
『星のカービィ3』以来の2Pから再登場となる、悪の心を持っていないダークマターの一族。本作ではほおばりからのコピー能力は一部のコマンド技以外は継承しておらず、通常攻撃として舌による打撃や捕縛を行える。能力としてはウィップ（水属性あり）&パラソル、バーニング、ストーンおよびブンナゲフレンズの特性を保有している。また最終決戦時のダークマターに酷似した姿への変身や、その状態での原作でダークマターが使用した技の使用が可能。ガードするとリック達同様、デビュー作の『星のカービィ2』で袋詰めにされた姿になり、削りダメージを無効化する。

#### 無料アップデート第2弾
2018年7月27日の無料アップデートにて追加。
アドレーヌ&リボン※
『64』以来の登場。カービィと共に冒険を繰り広げた絵描きが得意な女の子とリップルスターからやってきた妖精の女の子。『64』では基本的に操作できなかったが（アドレーヌはミニゲームでのみ使用可能）、本作で初めて操作可能キャラとなった。基本的な操作はアドレーヌで、空中ではリボンがアドレーヌを抱えて飛ぶ。能力は基本的にアーティストのものと同じだが、カービィやビビッティアとは描き出すキャラの種類が異なり、一部のキャラ（ボスキャラクター）は乗ることで操作・属性攻撃ができるようになる。また過去の作品にもあったキャンパスに隠れたり、がむしゃらに筆を振り回す攻撃もする。空中では『64』で登場したクリスタルによる射撃や、リボンと一緒に円を描く「フェアリーダンス」が可能。
リボンはストーンの変身パターンのひとつとしても登場している。
ダークメタナイト※
『鏡の大迷宮』で初登場。同作のボスキャラクターの一人でメタナイトが僅かに持つ邪悪な心がディメンションミラーによって実体化した姿。基本的な攻撃はメタナイトと同様ソード（属性付与強化も同様）だが、敵の攻撃を鏡で反射したり分身を出現させる、ガードでは鏡の中に隠れるなど、ミラー能力（本作には未登場）を原典とした技が多い。
ドロッチェ※
『参上! ドロッチェ団』で初登場。宇宙を渡り歩く盗賊団「ドロッチェ団」を率いるネズミの盗賊。攻撃としては溜め技を多く持ち、爪によるひっかき、トリプルスターやレーザーなどの攻撃を使う。部下の団員を召喚することも可能（それぞれ属性持ち）で、対応ギミック・属性が多い。

#### 無料アップデート第3弾
2018年11月30日の無料アップデートにて追加。
マホロア※
『Wii』で初登場。カービィを騙して全宇宙を支配しようと企んだ虚言の魔術師。能力は魔力球やキルニードル、ウルトラソードの他、ジェムリンゴボムや母船ローアを駆使して攻撃する。
ストーンの変身パターンのひとつとしても登場し、姿は『みんなで!カービィハンターズZ』におけるよろず屋としての姿となっている。
タランザ※
『トリプルデラックス』で初登場。浮遊大陸・フロラルドの女王クィン・セクトニアの部下だったクモのようなキャラクター。基本的な攻撃はスパイダーと同じだが、魔法による広範囲攻撃や巨大なツタを出す「いとしのワールドツリー」、クィン・セクトニアの幻影を召還する「クィンズファントム」など独自の攻撃も行う。
秘書スージー※
『ロボボプラネット』で初登場。プレジデント・ハルトマン率いる企業「ハルトマンワークスカンパニー」の社長秘書。ジェットの能力（本作ではカービィは使用不可）に加え、光線銃「H.W.C.製レーザーガン」を使ったり『ロボボプラネット』同様、専用のインベードアーマー「リレインバー」に乗り込んで戦うことができる。属性付与強化も可能。
ストーンの変身パターンのひとつとしてリボンとのセットで登場する。また、アーティストやビビッティア（フレンズ、中ボス問わず）の技「スカルプチャー」でやたら頭身の高いスージー像が出現することがある。
三魔官シスターズ※
本作のストーリーに登場するボスキャラクター。諸設定については『大ボス』の項目を参照。フラン・キッスは氷属性、フラン・ルージュは炎属性、ザン・パルルティザーヌは雷属性。交代は任意にすることができ、画面全体を攻撃する「シスターズころがり」も使用できる。
「アナザーディメンションヒーローズ」でフレンズハートを100個以上集めてクリアすると使用可能になる。「スターフレンズでGO!」でこのキャラクターを選ぶとボスが「アナザーディメンションヒーローズ」に登場する強化版に変わり、ボスとしての三魔官とハイネスが登場しない。また最後のボスは彼女らに代わってバルフレイナイトEXが登場する。

### 敵キャラクター
括弧内はコピーできる能力。

#### 雑魚キャラクター

##### これまでの作品に登場したキャラクター
ワドルディ
パペットワドルディ
キャピィ
チップ
カブー
バウンシー
プロペラー
スカーフィ
グリゾー
ヌラフ
コナー
ブリッパー
スクイッシー
ゴルドー
シャッツォ
ウォンキィ
ママンティ
トゥーフェイス
デカブー
ガボン
グランク
ノディ（スリープ）
ボンバー（クラッシュ）
ウォーキー（マイク）

##### 新たに登場するキャラクター
プルアンナ（ウォーター）
ジャハルビート（スティック）
アンガーマスカー
ころがるワドルディ
ころがる100のワドルディ
ころがる1000のワドルディ
ジャハルビリーバ
ドンパフル (フェスティバル)
メラーガガード (ファイア)
ブリザガード (アイス)
フローティ ザ セルコア (ウォーター)

#### 中ボス
場所によっては2体同時に出現することがある。レベル4やアルティメットチョイスの高難度では攻撃パターンが強化された白と黒のカラーリングの個体が登場する。
ボンカース(ハンマー)
これまでのシリーズに登場したハンマーを持ったゴリラのような敵。ココナッツを投げるほか、ハンマーを使って殴りつけたりジャイアントスイングなどを繰り出す。
バグジー(スープレックス)
クワガタムシのような敵。本作に登場するのは『ウルトラスーパーデラックス』以来である。
あごを用いたつかみ攻撃やテントウムシ呼び出しを繰り出すほか、本作ではスープレックスのピンポイントキックのような技が加わっている。
ビビッティア(アーティスト)
絵師のような敵。描いた絵を実体化させたり彫刻を用いた攻撃のほか、ガードを無視する効果のある絵の具飛ばしを仕掛ける。
本作に登場する中ボスの中では唯一新規に登場した中ボスである。
コックカワサキ(コック)
料理人のような姿をした敵。バグジー同等『ウルトラスーパーデラックス』以来の登場。
食器を投げつけたりお玉で捕まえて炒めるなどを繰り出す。
Mr.フロスティ（アイス）
これまでのシリーズに登場したアザラシのような敵。本作ではこれまでのシリーズにあった氷ブロック投げが雪玉に変更されている。
倒した後フレンズハートを投げつけるとチリーに変化する。

#### 大ボス
今作はレベルの最後で戦う事になるボスのほかに、ボス戦が存在しているステージで戦う事になるものがあり、本作では各ボスごとに異名が用いられている。一部のボスはクリア後に再び戦いもう一度倒した直後、フレンズハートを投げるとその場で正気を取り戻し、デデデ大王やメタナイトならドリームフレンズとしてその場で仲間にできる。
なお、本作では前作『ロボボプラネット』までのクリア後モードに登場した「色と名前が変更されただけの強化版ボス」が発売当初は少なく、代わりにストーリーモードにもそういった強化版ボスが個別のキャラとして登場する（ワールド3～4で二回戦う事になる三魔官、「スターフレンズでGO!」で戦うハイネスなど、同じ見た目でも攻撃パターンが強化されている場合はある）。斜体はボスの異名を表す。
森の番人 ウィスピーウッズ
1-4『フルーティフォレスト』のボス。最初に戦う事になるボスで、シリーズ恒例のリンゴの大木。ジャマハートに取り付かれており、黒色の空気砲を発射する。HPが減ると黒色の瘴気を放ちながら巨大化し、ジャンプする、大量のリンゴを降らせるといった攻撃を行う。撃破直後、フレンズハートを投げると正気に戻してくれたお礼に大量のアイテムをくれる。
『小惑星フォルナ』でも下記のユグドラルウッズの前に戦うボスとして登場。こちらの個体はジャマハートに取り付かれておらず、通常の空気砲を放つ（性能差はない）。
炎系の攻撃で与えられるダメージが大きい上、炎攻撃を大量に受けると炎上によって非常に大きなダメージを与えられる。
残桜の古樹 ユグドラルウッズ
4-2『小惑星フォルナ』のボス。ウィスピーウッズの強化版にあたる桜の老木。大量のチェリー（基本的に紫色だが、ストーリーで戦う時のみ1つだけ金色のチェリーが混ざっており、それを吸い込むとフェスティバルの能力が得られる）やブレドーを降らせたり、頻繁にジャンプ攻撃を行ったり空気砲を連射してくるなど、攻撃が激化しているのがウィスピーウッズとの違い。
異界の面樹 アナザーウッズ
「アナザーディメンションヒーローズ」に登場する異界のウィスピーウッズ。敗れ去った数々のウィスピーウッズの思念が異界に集い誕生した。ウィスピーウッズの更なる強化版であり、連続して空気弾を連発する、巨大化後のジャンプ攻撃時にリンゴを降らす、落下物にゴルドーが混じるなど、ユグドラルウッズよりも攻撃が激しくなっている。 そしてウィスピ―ウッズ、ユグドラルウッズ、アザナ―ウッズすべてに共通するが炎系の攻撃をずっと繰り返していると燃えるという隠し要素もある。
宿敵の暴君 デデデ大王
1-5『クライマックスオブキャッスルデデデ』のボス。ワドルディ達とおやつを食べようとしていたところで城に降ってきたジャマハートの影響を受け、再び国中の食べ物を独り占めする。最初は伝統であるハンマーを主体にした攻撃をしてくるが、HPをある程度削ると上半身がかなりマッチョな体型に変貌し、腕で殴りつけたり、食べ物を投げたり、ポールダンスのように柱に捕まって回転する等の攻撃をしてくる。
投げつけてくる食べ物の残骸は水系の攻撃をぶつけると回復アイテムに変えることができる。
ちなみにストーリーモードでは倒すとエンドロールのような映像が流れる。
異界の暗君 アナザーデデデ
「アナザーディメンションヒーローズ」に登場する異界のデデデ大王。ジャマハートによって暴走していた頃のデデデ大王の思念が異界で具現化した存在。デデデ大王の強化版で、姿は似ているが野獣の如く暴れ回る猛者。カラーリングは灰色。タックル攻撃中に吸い込んできたり、殴打攻撃を連続して繰り出したりとより激しい攻撃を繰り出してくる。
孤高の騎士 メタナイト
2-5『セイントスクエアーズ』のボス。剣の手入れをしている時、空から降り注いできたジャマハートに気づくが、その影響により心の奥に眠っていた野心がよみがえり、カービィに決闘を挑む。 乱れ切りや斬撃波、さらには滑空等による攻撃をしてくるほか、HPが減ると4体（こちらの人数によっては2体）に分身してさらに攻撃が激しくなる。
剣を差し出してくるためソード能力に変えて戦えるが、今回も拾うのを無視して戦うことが可能。その際にデモカットが変化し剣を蹴り飛ばす。
異界の霧刃 アナザーメタナイト
「アナザーディメンションヒーローズ」に登場する異界のメタナイト。ジャマハートによって暴走していた頃のメタナイトの思念が異界で具現化した存在。メタナイトの強化版でカラーリングが暗くなり、目は赤くなっている。基本的にはメタナイトと同様の攻撃パターンだが、新たに光状で繋がれた糸で相手を拘束し、叩きつけるといった攻撃も行う。
阿吽の護獣 ポン&コン
3-1『衛門への道』のボス。『3』以来の登場となるタヌキとキツネのコンビ。今作ではジャマハルダから支給されたと思わしき鎧をまとっている。ジャマハートに操られ、ジャマハルダの衛門の番人として襲いかかってくる。『3』のように子供を連れて体当たりや爆弾を降らせる攻撃を行い、さらにHPが減ると画面端から突進をしてくるといった攻撃も行う。倒すとフレンズハートの力で正気に戻り、門を開いてくれる。
金閣銀閣 ゴールドン&シルバックス
4-4『小惑星マリーン』のボス。ポン&コンの強化版。金色のタヌキと銀色のキツネのコンビで、非常に縄張り意識が強く、足を踏み入れた者に対して容赦なく攻撃をしてくる凶暴な性格をしている。
ポン&コンとは異なり、初めから突進攻撃を行うほか、HPが減るとステージを変形させ、ステージ間のラインの位置を入れ替え、ステージ中央部から火の爆弾を転がすといった攻撃が追加される。
金銀を狙う数々のトレジャーハンターを退けているが、たまには島から出て旅に出ようと思っている。立派なイカダを作ったことがあるらしいが、全身が金属なため失敗したらしい。
頑強なる大母 アンセスビッグマム
4-6『小惑星クード』のボス。シリーズの中ボス「アイアンマム」（アイアンマム自体は本作には登場しない）の大型版。頑丈な鎧を纏ってほとんどの攻撃を受けつけないため、このボスとはフレンズスターを発動した状態で戦うシューティングバトルとなっている。腕はロープで繋がっており、カッター等の切断属性を持ったコピーで腕を切断し、切断した腕のロープ部分に火を点けて爆破させ、鎧を破壊する必要がある（一定時間が経過すると再び鎧を装備する。また、戦っている途中で切断属性や火炎属性を持つ敵キャラが出現することがある）。
隻眼の雷雲 クラッコ
4-10『小惑星ガベル』のボス。シリーズ恒例の一つ目の雲。前半は『トリプルデラックス』等と同様、電撃や突進等をしてくるが、一度倒すと下記のツインクラッコに分裂する。今作ではワドルドゥのほかにチリーを体内から放ってくる。
乱舞する双雲 ツインクラッコ
二体一組のクラッコ。ガベルのクラッコはその環境から分裂能力を身に着けたとのこと。体力は共通している為、どちらを攻撃してもダメージは両方入る。クラッコよりも攻撃が激しくなっており、二体で同時に雨を降らしたり、雷撃を出すといった攻撃を行う。
降雨攻撃の間は電気系攻撃でもダメージを受けやすくなる他、氷攻撃をぶつけられると凍結し、一定時間硬直して防御力が下がる。また、パラソル能力があれば降雨攻撃を無効化できる。
異空の叢雲 アナザーツインクラッコ
「アナザーディメンションヒーローズ」に登場する異空のツインクラッコ。ツインクラッコの強化版で見た目は黒雲になっている。一度倒しても二体が合体し「 異空の大乱雲 アナザービッグクラッコ」（後述）に変化する。
異空の大乱雲 アナザービッグクラッコ
前述のアナザーツインクラッコを倒すと登場。
基本的には通常のクラッコを巨大化したものであり、挙動も通常のクラッコとほぼ同じだが、新たに突風を巻き起こして画面奥から雷雲を出すといった攻撃が追加されている。
三魔官（さんまかん）
本作で初登場。魔神官ハイネスの配下で、暗黒要塞「ジャマハルダ」の指揮を執る三姉妹の幹部。公式Twitterの「三魔官のスタアラ☆特報」では交代で解説を担当している。それぞれ二回戦う事になり、二回目の戦いでは攻撃が強化されている。また「魂が飛び出る辛さExtra」では服が白い更なる強化版が登場する。
三人はかつて瀕死の危機に扮していた所をハイネスに助けられ、魔力を与えられたことで素質に目覚めたという。
後述のように三魔官は扱う武器が名前のモチーフで、拠点のジャマハルダの名称はインドの刀剣「ジャマダハル」が由来である。ゲーム開発の都合で言うと、ジャマハルダ編で新規ボスをHD画質のモデルで作るには多くて2体ほどが労力的に限界で、そのため共通のデザインを持ちつつ武器が異なる3人になったという経緯がある
氷華の三魔官 フラン・キッス
声 - 上田麗奈
3-3『ぎょうしの回ろう』並びに4-8『小惑星フュー』のボス。三魔官の1人。氷の力を持つ斧を操る。青いロングヘアーが特徴。一人称は「ワタクシ」。冷静沈着な性格で、口調は上品かつ丁寧。
斧は巨大化や念動操作する事も可能だが、炎攻撃に弱い。冷水を炭酸飲料のように吹き出す銃も使用するが、こちらは電気系や氷の能力が弱点。
モデルは戦斧の「フランキスカ」。
業火の三魔官 フラン・ルージュ
声 - 高橋李依
3-5『西の外へき』並びに4-12『小惑星メラーガ』のボス。三魔官の1人。炎の力を持つ剣を操る。燃え盛るような赤髪の短髪が特徴。一人称は「アタシ」でお転婆かつ熱血な性格。フラン・キッスへの思い入れが強い。
炎を纏った剣の攻撃が得意で、大砲を使った強烈な火炎放射も使用する。水・氷・風の能力に弱く、特に大砲の導火線を消すと大砲の暴発によって気絶させることができる。
モデルは炎の形を模した刀身の剣「フランベルジュ」。
雷牙の三魔官 ザン・パルルティザーヌ
声 - 柚木涼香
3-6『天けいの間』のボス。4-14『神降衛星エンデ』でもハイネスの前に戦う事になるボスとして登場する。三魔官のリーダー格であり三姉妹の長女。雷の力を持つ槍を操る。黄色のサラサラヘアーが特徴。一人称は「わたし」で、男装麗人然とした武人肌の女傑で、荘厳な口調だが、相手を見た目や特徴から取ったあだ名をつけて呼ぶ嫌いがある。 キッス、ルージュと共に彼の目的の達成のために銀河中に散らばったジャマハートを集めている。
自分たち姉妹を拾ってくれた主人ハイネスに対しては絶対の忠誠を誓っている。多少虐げられても拾われた恩義と彼のカリスマ性に陶酔し、心から敬愛している。なお、あまりに長すぎるためにハイネスは未だに彼女の名前を覚えていないらしい（ゲーム中では「アナタ」としか呼ばれない）。
武器は雷の力を宿した槍。体力が減ると雷神の太鼓を背負いパワーアップするが、この装備を水の能力で破壊することで気絶させることができる。
モデルは槍の一種の「パルチザン」。
復仇する懺党 三魔官シスターズ
「アナザーディメンションヒーローズ」の最終ボス。異界に消えたハイネスの元に駆けつけ、カービィとの決着をつけるため三人同時に挑んでくる。序盤は一人が後方に下がり入れ替わりながら二人で攻撃してくるが、体力がある程度減ると三人同時に攻撃してくる。
魔神官 ハイネス
声 - 千葉繁
4-14『神降衛星エンデ』のボス。自らが崇める神の復活を企む祈祷師にして三魔官の指揮官であり、ストーリーモードにおける黒幕。闇の魔術を司る一族の末裔で、かつてその力を危険視して一族を追放した者たちへの復讐のため、ジャマハートを使ってエンデ・ニルの復活の儀式を行っていた。冒頭で儀式が失敗しジャマハートが宇宙各地に飛散してしまったため、三魔官を派遣して集めていた。白いローブを纏っているが、素顔は青い肌に角のような耳に団子鼻を持ち、カメレオンのような大きな目をしており、本人はこの顔つきに並々ならぬコンプレックスを抱いている。カービィに敗れると三魔官と自分自身をエンデ・ニルに捧げるも、カービィがエンデ・ニルの体内から放出されるときに同時に放り出された。
炎、氷、雷の3属性を駆使し、一度体力が切れかかるとローブが外れて素顔が露わとなり、体力を吸収した三魔官を道具のように従えて攻撃し、さらに体力が減るとフレンズころがりを模した回転攻撃を行う。
顔のコンプレックス、追放された経歴の影響によって精神に異常をきたしており、ローブが外れた第2形態移行時に三魔官の魔力を吸い取って回復する（三魔官は吸い取られた影響で黒くなる）、更にはミサイルのように投げつける、振り回して打撃武器にするといった攻撃方法を取る。
三魔官については、ザン・パルルティザーヌの名前を覚えられないことを謝罪するなど、普段から冷酷な人当たりはしていない模様。
「スターフレンズでGO!」でもバルフレイナイトの前に戦う事になるが、能力が若干強化されている。
堕神官 ダークサイドハイネス
「アナザーディメンションヒーローズ」に登場するハイネスの強化版。異界に通じる穴の一つに落ち、巨大化した異界のジャマハートに全身を飲み込まれてしまいより狂気に染まってしまった。カービィによって封印を解かれ襲い掛かってくる。カービィが飛び立ったときに倒れたハイネスに小さなフレンズハートが降り注ぎ、正気を取り戻した。
最初はハイネス同様ローブをかぶった状態で、攻撃が強化され、さらに攻撃パターンが追加されている。体力がある程度減るとローブが外れ三魔官を模した人形を使った攻撃に移行する。
破神 エンデ・ニル
ストーリーモードの最終ボス。魔力を司る一族が信奉していた神。本来は意志や感情を持たない存在であり、それゆえ目覚めさせた者に染まり、慈悲を与える存在らしい。復讐や嫉妬に駆られていたハイネスがやむを得ず三魔官と自らを生贄としたため、闇の力が暴走し、破壊神として顕現した。体内ではハイネスが抱えていた負の感情が闇の力に変換され、魂と混ざって増幅している。
「エンデ・ニル」とはドイツ語で「終焉と虚無」という意味であり、海外版の各言語においてもその名前が意味するところはこれと同一である。
序盤と中盤は専用のフレンズ能力ティンクルスターアライズを使い、シューティング形式でのバトルとなる。体力は『星のカービィ Wii』のグランドローパー戦やマホロア戦の終盤のようにゲージが5つの壁に隠されており、体の5箇所（胸、両肩、背中、頭）に順番に顕現する目が弱点となる。目を一つ破壊するごとに体力ゲージの壁が壊れ、一気に体力が減る。最初は衝撃波攻撃の「破砕拳」や「破踏襲」を中心として攻撃を行うが、体力がある程度減っていくと、大剣の二刀流による「破双斬」や、炎や氷、電気を纏った攻撃「孤独のメラーガ/ブリザ/バリッカ」を繰り出す。
第1形態の目を全て破壊するとマスクが外れて中の空洞が吸い込みを始め、体内に入って心臓部とのバトルとなる。心臓部は毒液を垂らす「アカイナミダ」やエネルギー弾「ヒトリゴト」による攻撃をしてくるが体力は低い。0になると取っ手が出現し、それを一斉に掴む事で体内に取り込まれていたハイネス達を巻き込んで体内から脱出できる（The アルティメットチョイスでは省略される）。
体内でのバトルを終えると再びシューティング形式に移行し、エンデ・ニルに羽が生えて足が尻尾となり、鳥のような姿の第2形態となる。滑空による体当たり「堕天」や、属性を秘めた弓矢「虹の弓」、空から雷を帯びた槍の雨を降らす「愛の槍」、衝撃波を伴う斧「憤怒の斧」、さらに星のカービィWii及びWiiデラックスに登場する、ハルカンドラ製の伝説のアイテム「マスタークラウン」のような形を模したエネルギー体から放つレーザー「巨悪と執念の冠」等、ゲージが減る度に攻撃が激しさを増す。
再び目を全て破壊すると、再び体内に入って露出したコアとのバトルとなる。そのコアは、フレンズを洗脳状態にする全方位攻撃「トモダチノワ」や、周囲にばらまくエネルギー弾「タノシイユメ」、画面奥からこちらを押し潰す「カケッコ」、自分の一部を針状にして鋭くさせて突き刺す「マンメンノエガオ」、さらに星のカービィ2に登場したリアルダークマターのような姿に変えて、目から強力なビーム攻撃を発射する「オオキナウタ」等の攻撃をしてくる。なお、このコアに限り、フレンズハートを投げつけることでもダメージを与えられる。
このコアを倒すと外部の身体が消滅し、その後はひたすらスティック・ボタンを連打しながらのビームによる一騎打ちとなる。それに打ち勝てばフレンズヘルパーとドリームフレンズの総攻撃によって消滅することになる。
「The アルティメットチョイス」の「魂が飛び出る辛さ」では、耐久力と攻撃規模が激しさを増しており、氷以外にも炎、電気の属性を帯びた剣や弓矢による攻撃が追加されている。最高難易度「魂が飛び出る辛さExtra」では鎧が赤みを帯びた更なる強化版「真 破神 エンデ・ニル」となり、更に攻勢が激しくなるが、複数の弱点が同時に開くようになる。
魂沌 ソウルオブニル
「The アルティメットチョイス」の「魂が飛び出る辛さ」においてエンデ・ニルのコアが変化した、本作における隠しボス。オリジナルが紫系の色であるのに対し、青白っぽい色になっている。体力も変化前より大幅に増加しているうえ、時間によって防御力が大きく変動する。本来「虚無」の存在であるニルがカービィとの戦いの中で新たに魂を宿した。
前作までのソウル系ボスと同様の「シューターカッター」「バウンドポンド」が追加されている。さらに既存の攻撃パターンも強化されており、「トモダチノワ」は左右に移動して繰り出したり、「マンメンノエガオ」は四体に分裂して周囲を串刺しにしたり、「オオキナウタ」時はステージに水を出現させて通電によるダメージを与えてくる、「オオキナウタ」は画面奥からステージ全体に掛けて一気に繰り出す等、多くの攻撃パターンにおいてダメージ範囲が大幅拡大している。
星誕 ニル　
「The アルティメットチョイス」の「魂が飛び出る辛さExtra」に登場するエンデ・ニルの最終形態。Ver4.0.0で登場した、本作の真のラストボス。行動に応じて背景の色がさまざまに変化する。
「トモダチノワ」を使用しなくなった代わりに開幕から高密度の「タノシイユメ」を放ち全方位レーザー✕3を放ってくる。歴代ソウルボスが繰り出してきたデッドリーサンのような突進攻撃や、ダークマインドのようなミラー回転や反射レーザーが加わるなど、攻撃パターンがさらに変化している。「オオキナウタ」はレーザーが移動するようになり回避が非常に困難になっている。
時巡る戦士 ギャラクティックナイト
『ウルトラスーパーデラックス』から登場している銀河最強の戦士。本作では登場してすぐにバルフレイナイトに変化するため、この姿のままで戦うことはない。
黄泉返る極蝶 バルフレイナイト
「スターフレンズでGO!」において、エンデ・ニルの代わりに登場する最終ボス。ギャラクティックナイトを取り込んだ一匹の蝶が変化した、蝶の羽を生やした騎士。「歴史の闇に葬られた、決して戦うはずのない存在」（このことは開発中止の『星のカービィ GC（仮称）』に出るはずだったが中止になったために歴史に埋もれたボスを暗示していると思われる）とされている。
元々は、開発中止になった『星のカービィ GC（仮称）』で登場予定だったボス敵のひとつ。
攻撃パターンはメタナイトと似ているが、ワープで移動したり、複雑な軌道を描きながら放たれるエネルギー弾を行うほか、HPが減ると二刀流となって剣を巨大化させて切りつける攻撃や、フレンズを洗脳させる怪音波、さらには竜巻切り、相手を切り上げ、空中で連続で切り裂いた後で吹っ飛ばす乱舞攻撃といった強力な攻撃をしてくる。
倒すと天から光が降り注ぎ、まるで昇天するかのように消滅する。
災来する黒き極蝶 バルフレイナイトEX
「The アルティメットチョイス」の最高難易度「魂が飛び出る辛さExtra」と「星の○○○○ スターフレンズでGO！」の三魔官シスターズ編に登場するバルフレイナイトの強化版。ギャラクティックナイトから受け継いだパワーを増幅させ、完全に我が物としている。体の色が黒くなっている。攻撃パターンが強化してくる他、HPが減ると、二刀流攻撃の回避妨害など、パターンが更に激しくなっていく。

### その他のキャラクター
ナゴ、ピッチ、チュチュ
『3』以来の登場。クリーンをコピーしたカービィのアクションとして登場。
ポポン
『3』以来の登場。本作ではゴールゲームのジャンプ台として登場。
バタモン、ゴーストナイト、ドネン
バタモンは『3』、ゴーストナイトとドネンは『64』以来の登場。3者ともアドレーヌの技「ペインター」のパターンとして登場。
ワイユー、アイスドラゴン
ワイユーは『2』以来の登場。両者ともアドレーヌの技「アドペインター」のパターンとして登場。
ダークゼロ
『参上! ドロッチェ団』に登場した暗黒の支配者。ストーンの変身パターンとして登場。またドロッチェの技「サプライズボックス」で宝箱から出現する。
クィン・セクトニア
『トリプルデラックス』に登場した浮遊大陸・フロラルドの住人。前作に引き続き、ストーンの変身パターンとして登場するが、セクトニアは本来の姿だと思われるタランザと似たクモの姿となっている。またタランザの技「クィンズファントム」でセクトニアの幻影が登場する。
ブロボ
『カービィのブロックボール』のみに登場したロボット。ストーンの変身パターンとしてグリルと登場。
グリル
『カービィのきらきらきっず』に登場した魔法使い。ストーンの変身パターンとしてブロボと登場。
キュービィ
ハコボーイ!シリーズに登場。本作ではストーンの変身パターンのひとつとして登場するほか、amiiboとして「よみこみ」することで、アイテムを多めに入手することができる。

## コピー能力
今作では新登場の4種類も含め、歴代シリーズ最多となる28種類ものコピー能力が登場するが、一部の能力の技が削除・変更されている。また、『スーパーデラックス』の「スープレックス」や「プラズマ」、『3』のクリーンなど久々に登場する能力も多数ある。
フレンズ能力
カービィのコピー能力とフレンズヘルパーが持つ能力を組み合わせることで威力を発揮することができる能力。コピー能力に属性（属性の種類は、炎（ファイア、ボム、ファイター）・水（ウォーター、パラソル、クリーン）・氷（アイス）・雷（ビーム、プラズマ、エスパー）・風（ウィング、クリーン）の5種類）が付加される場合は能力アイコンの横に属性に対応したマークが表示される。また、組み合わせに依存せず、フレンズヘルパーがいるだけで使えるようになるフレンズ能力もある。

## 冒険の舞台
本作はコースそれぞれに固有の名称がある他、ボス戦専用コースが基本的になくなり大ボス戦がコースごとの終端に設定されるようになった。特定のコースに隠れている大きなスイッチを入れると、対応したエクストラステージまたはドリーム神殿(ドリームフレンズを召喚できる)が出現する。また各ステージには1つずつ虹色のレアピースが隠されている。

## サブゲーム
ふりふり!きこりきょうそう
Joy-Conをふる(ボタン操作も可能)ことでオノを振り木を切り倒していく。毛虫やゴルドーに触れるとタイムロスになる。
ギャラクティックホームラン王
タイミングを合わせてパワーをため飛んでくる隕石をバットで打ち返す。
ちなみに空振りするとリザルト画面の背景のポップスターに隕石が落ちた跡が出る。
星の○○○○（マルマル） スターフレンズでGO!
カービィの代わりにフレンズヘルパー、ドリームフレンズが主人公となって冒険するモード。ストーリーモードを一通りクリアするとプレイ可能になるタイムアタックモード。カービィ同様にフレンズハートを投げてフレンズヘルパーを増やすこともできる。最初は体力などが低く設定されているが、コース上に置かれている特別なレベルアップハートを取ることで、体力や攻撃力、すばやさなどを強化することができる。
このモードではハイネスが若干強化され、エンデ・ニルに代わってバルフレイナイトがラスボスとして登場(三魔官シスターズでプレイした時のみ、ボスがアナザーディメンションヒーローズ(後述)で登場したものに強化され、ラスボスがバルフレイナイトEXに変化する)する。
アップデートで追加されたドリームフレンズでプレイすると、それぞれ原作を再現したマップが登場し、さらにバルフレイナイト戦で流れる曲や背景が変化する。
The アルティメットチョイス
ストーリーモードを一通りクリアするとプレイ可能になるボスラッシュモード。最初に自身のプレイヤーとフレンズメンバーを選択（カービィをフレンズヘルパーに変えることも可能だが、コックは必ずフレンズヘルパーでのみ選択可能）するが、スタート後にメンバーを変更することはできない。その後に5～9段階の難易度を選択するが、難易度ごとに戦うボスの人数と順序が設定されている。なおアンセスビッグマムだけはこのモードに登場しない。
バトル後に入れる休憩所には回復アイテムが何個か置かれている(スタート時は6個、使用するとそのプレイ中は復活しない)。なお、一戦を勝ち抜く毎に宝箱が置いてあり、そこでもイラストピースと回復アイテム(最終戦直前のみ。難易度1~7では元気ドリンク、「魂が飛び出る辛さ」と「魂が飛び出る辛さExtra」ではチェリー)が出現する。
難易度が上がるにつれて戦う事になるボスの総数が増えていき、プレイヤーの体力上限とアイテムでの回復量が減少する(難易度1ではマキシムトマト6個だが、難易度が1つ上がるごとにマキシムトマトが1つずつ元気ドリンクに変更され、難易度7では元気ドリンク6個になる。また、難易度S「魂が飛び出る辛さ」では普通のトマト6個となる)。「スターフレンズでGO!をクリアする」「難易度7をクリアする」ことで選択できる難易度が増加し、最終コースとなる「魂が飛び出る辛さ」でのみ登場するエンデ・ニルの変化型を倒すことが、このモードの最終目標となる。さらに「アナザーディメンションヒーローズをクリアする」と、更なる高難易度「魂が飛び出る辛さExtra」が選択可能となる。そちらでは体力上限やアイテムの回復総量こそ通常に戻っている(マキシムトマト2つ、元気ドリンク2つ、普通のトマト2つ)が、登場するボスのほとんどがアナザーディメンションヒーローズに登場した強化ボスに差し替えられている。この最高難易度をクリアすることで、初代ゲームボーイやファミコンでのデザインのカービィで遊ぶことが可能になる。
ボスの体力を一定減らす(形態変化時、撃破時)ごとに難易度に応じたスコアを獲得し、ボスを倒した速さに応じてボーナススコアを得ることができる。なお、複数人プレイでは1Pが倒れるたびにスコアが減点されてしまう。
「魂が飛び出る辛さExtra」の開発当初はニルのみ隠しボスとして登場を検討した。真の原点回帰として初代の「星のカービィ」の隠しコマンドのアイディアを浮かび、ライトユーザーが強くは存在を感じないように導入した。
アナザーディメンションヒーローズ
無料アップデート第3弾で追加された新モード。ストーリーモードをクリアするとプレイ可能になる。異空間を舞台にカービィとドリームフレンズを交代しながら、フレンズハートを回収していく。フレンズハートは4つのエリアに30個ずつエリア内に隠れており、フレンズ能力やドリームフレンズの能力を駆使して、集めるのが目的。計120個あり、100個以上集めた状態で最終ボスの三魔官シスターズを倒すとエンディングが変化する(この条件を満たしてクリアするとドリームフレンズに三魔官シスターズが追加される)。このモードに登場するボスは「アナザー」の名を冠する通常よりも強化されたボスとなっている。
ドリームフレンズの設定の親和性があり、モードの構成は企画の遠藤裕樹にリードに動いてまとめた。

## アップデート
計画は開発当初から立てており、2018年末まで盛り上げる目標の1つである。アップデートの予定は任天堂が考えたもので開発と連携して製作した。

## 評価
AUTOMATONのYuki Kurosawaは、キャラクター同士の人間関係やシリーズ内他作品の世界観のつながりなどの裏設定がゲーム内で説明されている点においては、近年の熊崎らしいとしつつも、ラスボスの
エンデ・ニル（ソウル・オブ・ニル／星誕ニル）はカービィを想起させるデザインであることや、フレーバーテキスト等でも出自が不明瞭な点が熊崎の作品には見られなかったことだと指摘している。
そして、Kurosawaは、「[前略]周辺キャラクターの掘り下げや設定開示を可能な限りおこないつつ、最後の最後でラストボスに関する情報の提示を控えた。それは、「謎解き」としての作風を得意とする熊崎氏が、答えを明かさない「不思議」へアプローチした挑戦の姿勢として受け取ることもできるかもしれない。 」と締めくくっている。